# Formel 1-VM 2003
Formel 1-VM 2003 hade 16 deltävlingar som kördes under perioden 9 mars-12 oktober. Förarmästerskapet vanns av tysken Michael Schumacher och konstruktörsmästerskapet av Ferrari. Schumacher blev i och med detta världsmästare i Formel 1 för sjätte gången och slog därmed Fangios rekord från 1957.
HANS-skydd introducerades i Formel 1 för första gången detta år, och var obligatorisk för samtliga förare att använda.

## Vinnare
- Förare:  Michael Schumacher, Tyskland, Ferrari
- Konstruktör:  Ferrari, Italien

## Grand Prix-kalender
| Grand Prix                 | Datum        | Bana           | Vinnande förare      | Vinnande tillverkare |   |
| -------------------------- | ------------ | -------------- | -------------------- | -------------------- | - |
| Australiens Grand Prix     | 9 mars       | Albert Park    | David Coulthard      | McLaren-Mercedes     | * |
| Malaysias Grand Prix       | 23 mars      | Sepang         | Kimi Räikkönen       | McLaren-Mercedes     | * |
| Brasiliens Grand Prix      | 6 april      | Interlagos     | Giancarlo Fisichella | Jordan-Ford          | * |
| San Marinos Grand Prix     | 20 april     | Imola          | Michael Schumacher   | Ferrari              | * |
| Spaniens Grand Prix        | 4 maj        | Catalunya      | Michael Schumacher   | Ferrari              | * |
| Österrikes Grand Prix      | 18 maj       | A1-Ring        | Michael Schumacher   | Ferrari              | * |
| Monacos Grand Prix         | 1 juni       | Monte Carlo    | Juan Pablo Montoya   | Williams-BMW         | * |
| Kanadas Grand Prix         | 15 juni      | Montréal       | Michael Schumacher   | Ferrari              | * |
| Europas Grand Prix         | 29 juni      | Nürburgring    | Ralf Schumacher      | Williams-BMW         | * |
| Frankrikes Grand Prix      | 6 juli       | Magny-Cours    | Ralf Schumacher      | Williams-BMW         | * |
| Storbritanniens Grand Prix | 20 juli      | Silverstone    | Rubens Barrichello   | Ferrari              | * |
| Tysklands Grand Prix       | 3 augusti    | Hockenheimring | Juan Pablo Montoya   | Williams-BMW         | * |
| Ungerns Grand Prix         | 24 augusti   | Hungaroring    | Fernando Alonso      | Renault              | * |
| Italiens Grand Prix        | 14 september | Monza          | Michael Schumacher   | Ferrari              | * |
| USA:s Grand Prix           | 28 september | Indianapolis   | Michael Schumacher   | Ferrari              | * |
| Japans Grand Prix          | 12 oktober   | Suzuka         | Rubens Barrichello   | Ferrari              | * |

## Team och förare
| Stall/Tillverkare | Nummer     | Förare                          |
| ----------------- | ---------- | ------------------------------- |
| BAR-Honda         | 16         | Jacques Villeneuve, Kanada      |
| BAR-Honda         | 17         | Jenson Button, Storbritannien   |
| BAR-Honda         | Testförare | Takuma Sato, Japan              |
| Ferrari           | 1          | Michael Schumacher, Tyskland    |
| Ferrari           | 2          | Rubens Barrichello, Brasilien   |
| Jaguar-Cosworth   | 14         | Mark Webber, Australien         |
| Jaguar-Cosworth   | 15         | Antônio Pizzonia, Brasilien     |
| Jaguar-Cosworth   | 15         | Justin Wilson, Storbritannien   |
| Jordan-Ford       | 11         | Giancarlo Fisichella, Italien   |
| Jordan-Ford       | 12         | Ralph Firman, Irland            |
| McLaren-Mercedes  | 5          | David Coulthard, Storbritannien |
| McLaren-Mercedes  | 6          | Kimi Räikkönen, Finland         |
| Minardi-Ford      | 18         | Justin Wilson, Storbritannien   |
| Minardi-Ford      | 18         | Nicolas Kiesa, Danmark          |
| Minardi-Ford      | 19         | Jos Verstappen, Nederländerna   |
| Renault           | 7          | Jarno Trulli, Italien           |
| Renault           | 8          | Fernando Alonso, Spanien        |
| Sauber-Petronas   | 9          | Nick Heidfeld, Tyskland         |
| Sauber-Petronas   | 10         | Heinz-Harald Frentzen, Tyskland |
| Toyota            | 20         | Olivier Panis, Frankrike        |
| Toyota            | 21         | Cristiano da Matta, Brasilien   |
| Williams-BMW      | 3          | Juan Pablo Montoya, Colombia    |
| Williams-BMW      | 4          | Ralf Schumacher, Tyskland       |
| Williams-BMW      | Testförare | Marc Gené, Spanien              |

## Slutställning

### Förare

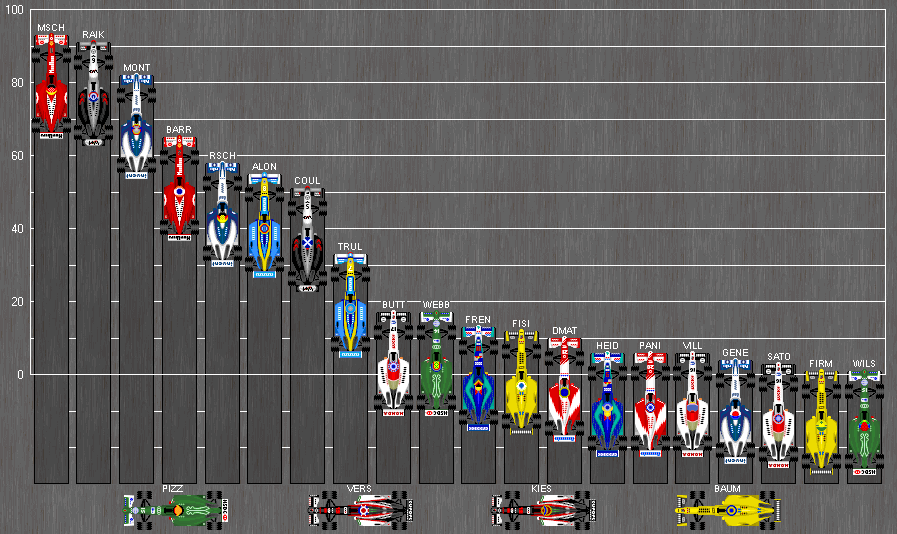
Slutställningen i bild.

| Placering | Förare                | Konstruktör      | Poäng |
| --------- | --------------------- | ---------------- | ----- |
| 1         | Michael Schumacher    | Ferrari          | 93    |
| 2         | Kimi Räikkönen        | McLaren-Mercedes | 91    |
| 3         | Juan Pablo Montoya    | Williams-BMW     | 82    |
| 4         | Rubens Barrichello    | Ferrari          | 65    |
| 5         | Ralf Schumacher       | Williams-BMW     | 58    |
| 6         | Fernando Alonso       | Renault          | 55    |
| 7         | David Coulthard       | McLaren-Mercedes | 51    |
| 8         | Jarno Trulli          | Renault          | 33    |
| 9         | Jenson Button         | BAR-Honda        | 17    |
| 10        | Mark Webber           | Jaguar-Cosworth  | 17    |
| 11        | Heinz-Harald Frentzen | Sauber-Petronas  | 13    |
| 12        | Giancarlo Fisichella  | Jordan-Ford      | 12    |
| 13        | Cristiano da Matta    | Toyota           | 10    |
| 14        | Nick Heidfeld         | Sauber-Petronas  | 6     |
| 15        | Olivier Panis         | Toyota           | 6     |
| 16        | Jacques Villeneuve    | BAR-Honda        | 6     |
| 17        | Marc Gené             | Williams-BMW     | 4     |
| 18        | Takuma Sato           | BAR-Honda        | 3     |
| 19        | Ralph Firman          | Jordan-Ford      | 1     |
| 20        | Justin Wilson         | Jaguar-Cosworth  | 1     |

### Konstruktörer
| Placering | Konstruktör      | Poäng |
| --------- | ---------------- | ----- |
| 1         | Ferrari          | 158   |
| 2         | Williams-BMW     | 144   |
| 3         | McLaren-Mercedes | 142   |
| 4         | Renault          | 88    |
| 5         | BAR-Honda        | 26    |
| 6         | Sauber-Petronas  | 19    |
| 7         | Jaguar-Cosworth  | 18    |
| 8         | Toyota           | 16    |
| 9         | Jordan-Ford      | 13    |
| 10        | Minardi-Cosworth | 0     |